# Fast Ethernet

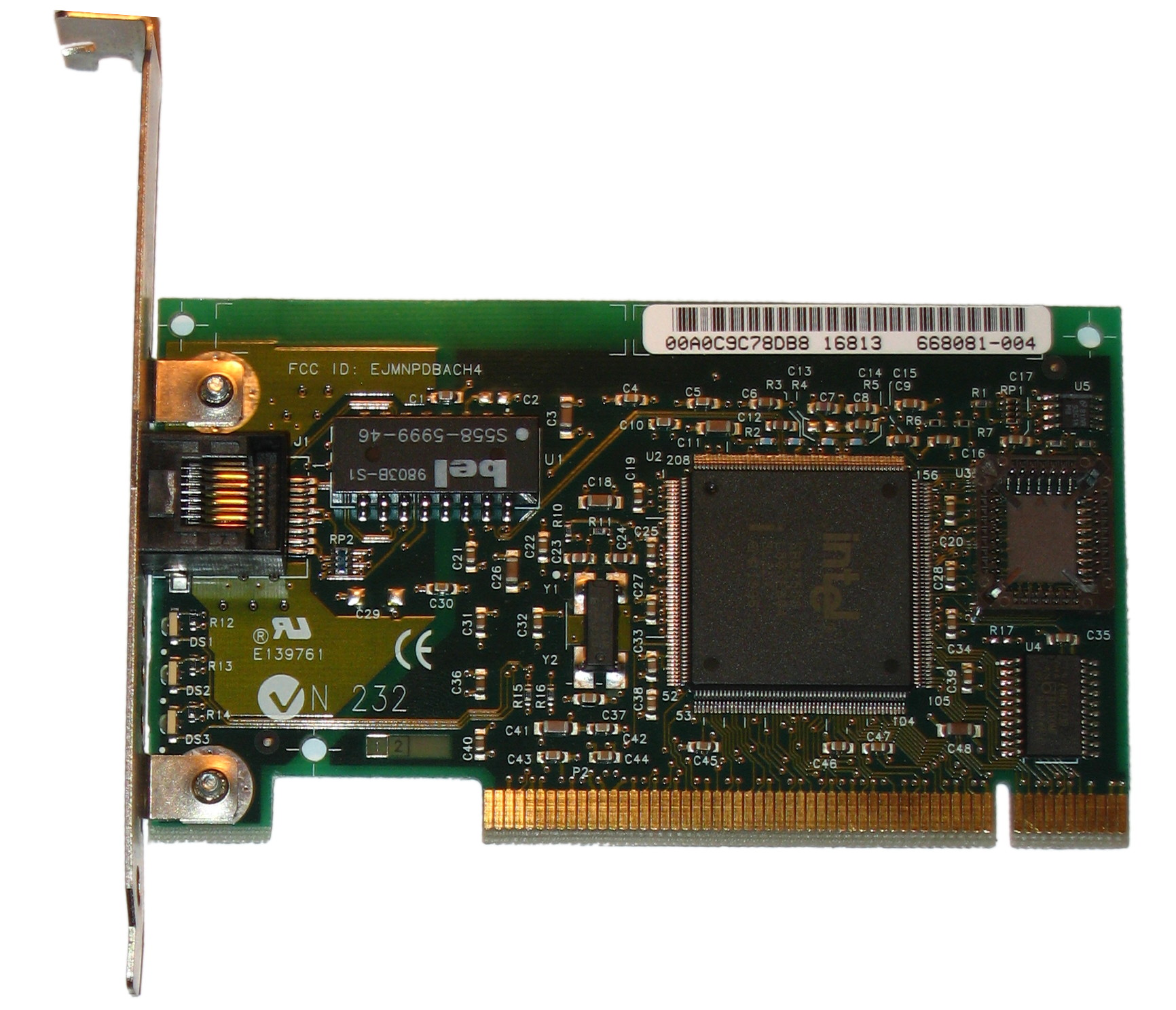
Intel PRO/100 Fast Ethernet NIC, una targeta PCI

A les xarxes d'ordinadors, les capes físiques Fast Ethernet transporten trànsit a una velocitat nominal de 100 Mbit/s. La velocitat Ethernet anterior era 10 Mbit/s. De les capes físiques Fast Ethernet, 100BASE-TX és, amb diferència, la més comuna.
Fast Ethernet es va introduir el 1995 com l' estàndard IEEE 802.3u i va romandre la versió més ràpida d'Ethernet durant tres anys abans de la introducció de Gigabit Ethernet. De vegades s'utilitza l'acrònim GE/FE per a dispositius que admeten ambdós estàndards.

## Nomenclatura
El "100" a la designació del tipus de suport es refereix a la velocitat de transmissió de 100 Mbit/s, mentre que "BASE" es refereix a la senyalització de banda base. La lletra que segueix el guió ("T" o "F") fa referència al medi físic que porta el senyal (parell trenat o fibra, respectivament), mentre que l'últim caràcter ("X", "4", etc.) fa referència a mètode de codi de línia utilitzat. De vegades, Fast Ethernet es coneix com 100BASE-X, on "X" és un marcador de posició per a les variants FX i TX.

## Disseny general

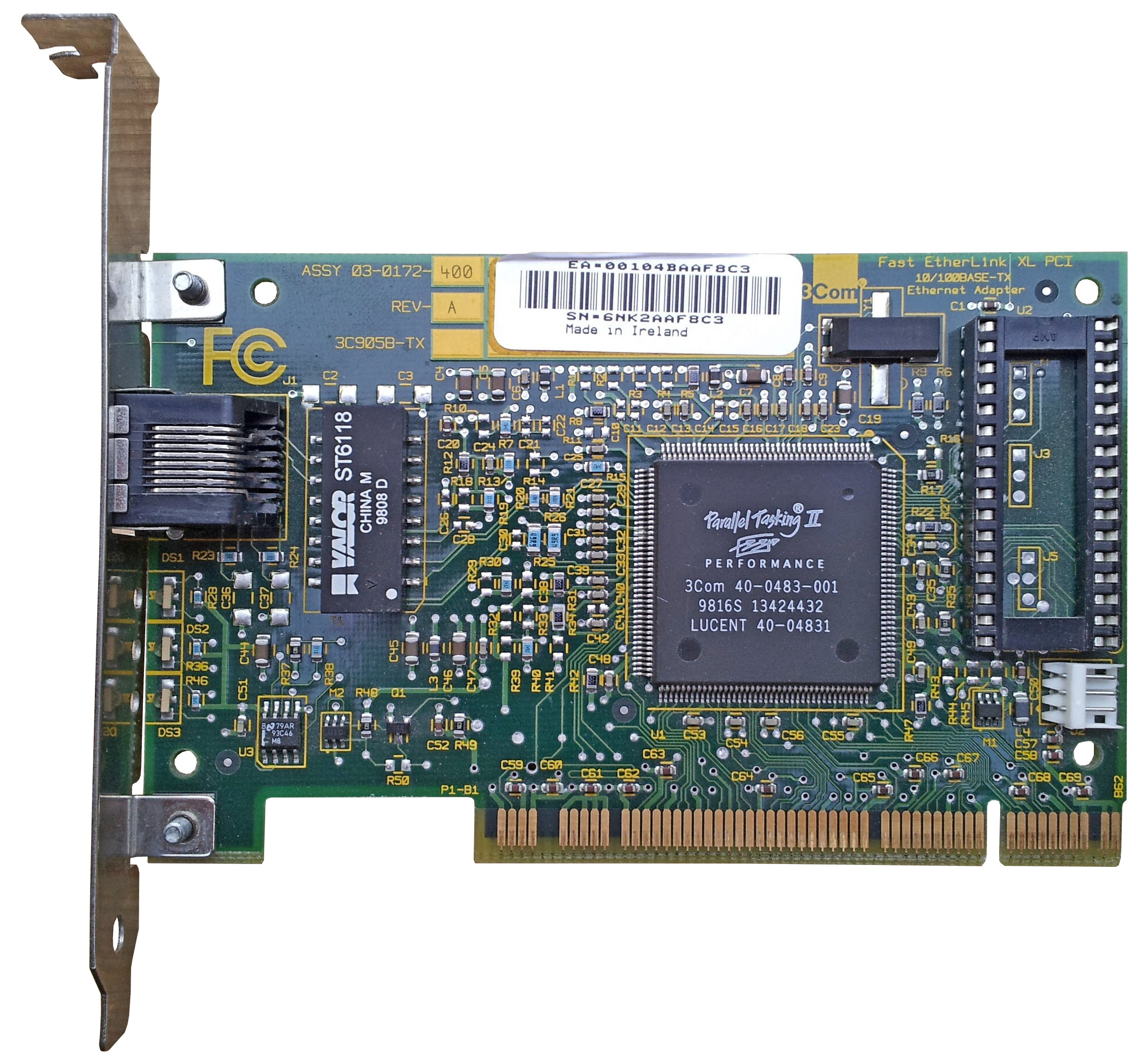
Targeta d'interfície de xarxa PCI 3Com 3C905B-TX 100BASE-TX

Fast Ethernet és una extensió de l'estàndard Ethernet de 10 megabits. Funciona amb parell trenat o cable de fibra òptica en una topologia de bus cablejat en estrella, similar a l'estàndard IEEE 802.3i anomenat 10BASE-T, en si mateix una evolució de 10BASE5 (802.3) i 10BASE2 (802.3a). Els dispositius Fast Ethernet generalment són compatibles amb els sistemes 10BASE-T existents, la qual cosa permet actualitzacions plug-and-play de 10BASE-T. La majoria de commutadors i altres dispositius de xarxa amb ports capaços d'Ethernet ràpid poden realitzar negociació automàtica, detectar una peça d'equip 10BASE-T i establir el port a 10BASE-T semidúplex si l'equip 10BASE-T no pot realitzar la negociació automàtica. L'estàndard especifica l'ús de CSMA/CD per al control d'accés als mitjans. També s'especifica un mode dúplex complet i, a la pràctica, totes les xarxes modernes utilitzen commutadors Ethernet i funcionen en mode dúplex complet, si bé encara existeixen dispositius heretats que utilitzen half duplex.
Un adaptador Fast Ethernet es pot dividir lògicament en un controlador d'accés als mitjans (MAC), que s'ocupa dels problemes de nivell superior de disponibilitat del mitjà i una interfície de capa física (PHY). El MAC normalment està enllaçat amb el PHY per un 25 de quatre bits Interfície paral·lela síncrona MHz coneguda com a interfície independent de mitjans (MII) o per un 50 de dos bits La variant de MHz anomenada interfície independent de mitjans reduïts (RMII). En casos rars, el MII pot ser una connexió externa, però normalment és una connexió entre circuits integrats en un adaptador de xarxa o fins i tot dues seccions dins d'un sol circuit integrat. Les especificacions s'escriuen basant-se en el supòsit que la interfície entre MAC i PHY serà un MII, però no ho requereixen. Els concentradors Fast Ethernet o Ethernet poden utilitzar el MII per connectar-se a diversos PHY per a les seves diferents interfícies.
El MII fixa la velocitat de bits de dades màxima teòrica per a totes les versions de Fast Ethernet a 100 Mbit/s. La taxa d'informació que s'observa realment a les xarxes reals és inferior al màxim teòric, a causa de la capçalera i el tràiler necessaris (bits d'adreçament i de detecció d'errors) a cada trama Ethernet i la bretxa entre paquets requerida entre transmissions.

## Parells de coure
100BASE-T és qualsevol dels diversos estàndards Fast Ethernet per a cables de parell trenat, incloent: 100BASE-TX (100 Mbit/s per cable Cat5 de dos parells o millor), 100BASE-T4 (100 Mbit/s per cable Cat3 de quatre parells o millor, desaparegut), 100BASE-T2 (100 Mbit/s per cable Cat3 de dos parells o millor, també desaparegut). La longitud del segment per a un cable 100BASE-T està limitada a 100 metres (328 ft) (el mateix límit que 10BASE-T i Gigabit Ethernet). Tots són o eren estàndards sota IEEE 802.3 (aprovat el 1995). Gairebé totes les instal·lacions de 100BASE-T són 100BASE-TX.
| Nom        | Estàndard           | Estatus | Velocitat (Mbit/s) | Calen parelles | Carrils per sentit | Bits per hertz | Codi de línia                | Taxa de símbols per carril (MBd) | Ample de banda (MHz) | Distància màxima (m) | Cable  | Classificació del cable (MHz) | Ús                  |
| ---------- | ------------------- | ------- | ------------------ | -------------- | ------------------ | -------------- | ---------------------------- | -------------------------------- | -------------------- | -------------------- | ------ | ----------------------------- | ------------------- |
| 100BASE-TX | 802.3u-1995         | actual  | 100                | 2              | 1                  | 3.2            | 4B5B MLT-3 NRZ-I             | 125                              | 31.25                | 100                  | Cat 5  | 100                           | LAN                 |
| 100BASE-T1 | 802.3bw-2015 (CL96) | actual  | 100                | 1              | 1                  | 2.66           | PAM-3 4B/3B                  | 75                               | 37.5                 | 15                   | Cat 5e | 66                            | Automoció, IoT, M2M |
| 100BASE-T2 | 802.3y-1997         | obsolet | 100                | 2              | 2                  | 4              | LFSR PAM-5                   | 25                               | 12.5                 | 100                  | Cat 3  | 16                            | Fracàs del mercat   |
| 100BASE-T4 | 802.3u-1995         | obsolet | 100                | 4              | 3                  | 2.66           | 8B6T PAM-3 Només half duplex | 25                               | 12.5                 | 100                  | Cat 3  | 16                            | Fracàs del mercat   |
| 100BaseVG  | 802.12-1995         | obsolet | 100                | 4              | 4                  | 1.66           | 5B6B Només half duplex       | 30                               | 15                   | 100                  | Cat 3  | 16                            | Fracàs del mercat   |

| Pin | Parell | Cable   | Color         |
| --- | ------ | ------- | ------------- |
| 1   | 2      | +/punta | blanc/taronja |
| 2   | 2      | −/anell | taronja       |
| 3   | 3      | +/punta | blanc/verd    |
| 4   | 1      | −/anell | blau          |
| 5   | 1      | +/punta | blanc/blau    |
| 6   | 3      | −/anell | verd          |
| 7   | 4      | +/punta | blanc/marró   |
| 8   | 4      | −/anell | marró         |

### 100BASE-TX

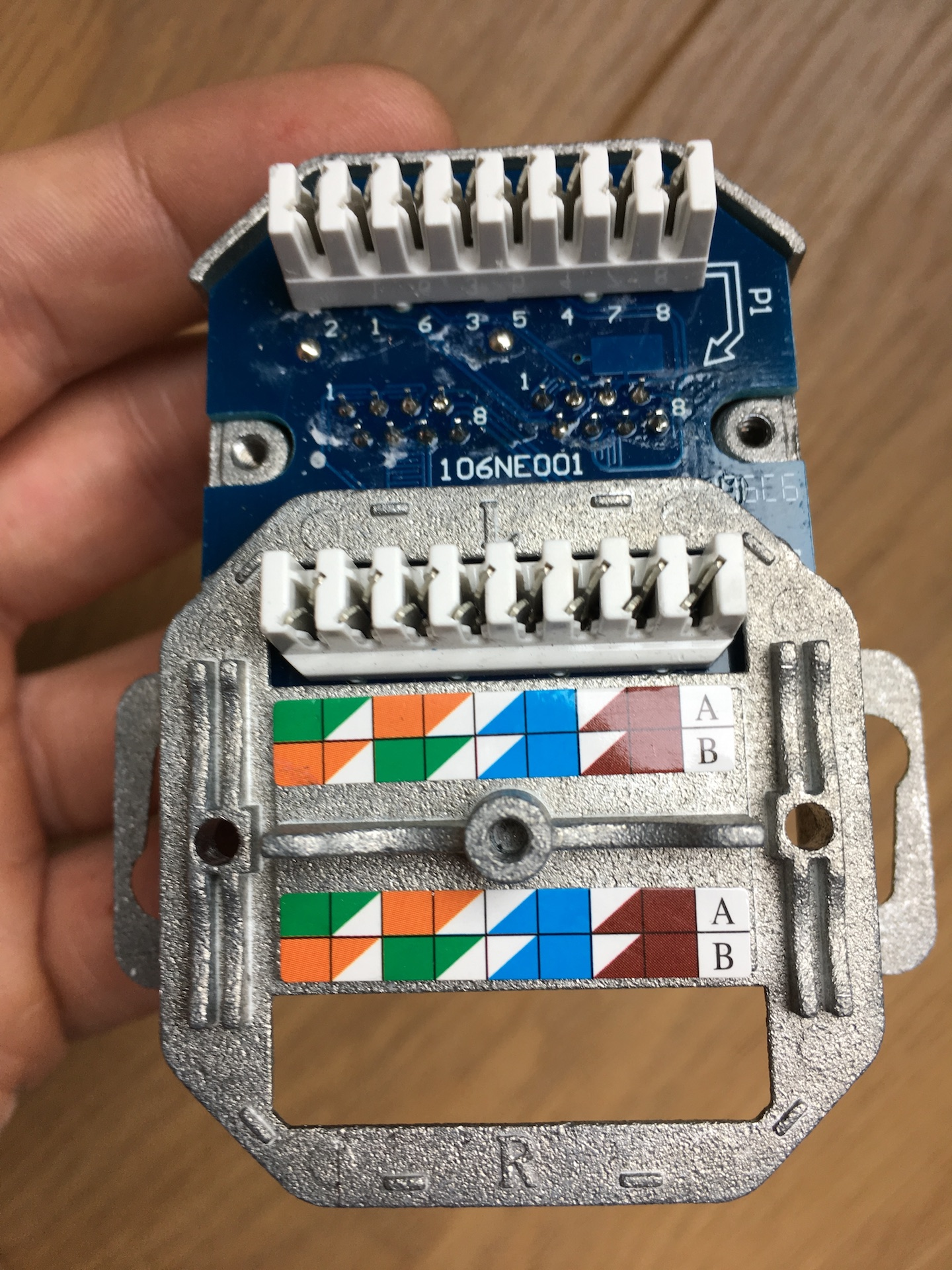
Algunes bases de paret 8P8C indiquen esquemes de terminació T568A i T568B internament.

100BASE-TX és la forma predominant de Fast Ethernet i s'executa sobre dos parells de cables dins d'un cable de categoria 5 o superior. Cada segment de xarxa pot tenir una distància màxima de cablejat de 100 metres (328 ft). S'utilitza un parell per a cada direcció, proporcionant un funcionament full-duplex amb 100 Mbit/s de rendiment en cada direcció.
Igual que 10BASE-T, els parells actius en una connexió estàndard s'acaben als pins 1, 2, 3 i 6. Com que un cable típic de categoria 5 conté 4 parells, pot suportar dos enllaços 100BASE-TX amb un adaptador de cablejat. El cablejat està cablejat convencionalment segons els estàndards de terminació ANSI/TIA-568, T568A o T568B. Això situa els parells actius en els parells taronja i verd (segons i tercers parells canònics).
La configuració de les xarxes 100BASE-TX és molt semblant a la 10BASE-T. Quan s'utilitzen per construir una xarxa d'àrea local, els dispositius de la xarxa (ordinadors, impressores, etc.) solen estar connectats a un concentrador o commutador, creant una xarxa estrella. Alternativament, és possible connectar dos dispositius directament mitjançant un cable creuat. Amb els equips actuals, generalment no es necessiten cables creuats, ja que la majoria d'equips admeten la negociació automàtica juntament amb l'auto MDI-X per seleccionar i combinar velocitat, dúplex i aparellament.
Amb el maquinari 100BASE-TX, els bits en brut, presentaven 4 bits d'amplada marcats a 25 MHz al MII, passeu per la codificació binària 4B5B per generar una sèrie de símbols 0 i 1 marcats a 125 Velocitat de símbol de MHz. La codificació 4B5B proporciona equalització DC i conformació de l'espectre. Igual que en el cas de 100BASE-FX, els bits es transfereixen a la capa d'adhesió al medi físic mitjançant la codificació NRZI. No obstant això, 100BASE-TX introdueix una subcapa addicional que depèn del mitjà, que utilitza MLT-3 com a codificació final del flux de dades abans de la transmissió, donant com a resultat una freqüència fonamental màxima de 31,25. MHz. El procediment es pren en préstec de les especificacions ANSI X3.263 FDDI, amb canvis menors.

### 100BASE-T1
A 100BASE-T1 les dades es transmeten a través d'un únic parell de coure, 3 bits per símbol, cadascun es transmet com a parell de codis mitjançant PAM3. Admet la transmissió full-duplex. El cable de parell trenat és necessari per suportar 66 MHz, amb una longitud màxima de 15 m. No es defineix cap connector específic. L'estàndard està pensat per a aplicacions d'automoció o quan Fast Ethernet s'ha d'integrar en una altra aplicació. Es va desenvolupar com a BroadR-Reach abans de l'estandardització IEEE.

### 100BASE-T2
| Símbol    | Nivell de senyal de línia |
| --------- | ------------------------- |
| 000       | 0                         |
| 001       | +1                        |
| 010       | −1                        |
| 011       | −2                        |
| 100 (ESC) | +2                        |

A 100BASE-T2, estandarditzat a IEEE 802.3y, les dades es transmeten a través de dos parells de coure, però només cal que aquests parells siguin de categoria 3 en lloc de la categoria 5 requerida per 100BASE-TX. Les dades es transmeten i es reben en ambdós parells simultàniament permetent així un funcionament full-duplex. La transmissió utilitza 4 bits per símbol. El símbol de 4 bits s'amplia en dos símbols de 3 bits mitjançant un procediment de codificació no trivial basat en un registre de desplaçament de retroalimentació lineal. Això és necessari per aplanar l'amplada de banda i l'espectre d'emissió del senyal, així com per fer coincidir les propietats de la línia de transmissió. L'assignació dels bits originals als codis de símbols no és constant en el temps i té un període força gran (apareix com una seqüència pseudo-aleatòria). El mapatge final dels símbols als nivells de modulació de la línia PAM-5 obeeix a la taula de la dreta. 100BASE-T2 no es va adoptar àmpliament, però la tecnologia desenvolupada per a això s'utilitza a 1000BASE-T.

### 100BASE-T4
100BASE-T4 va ser una implementació primerenca de Fast Ethernet. Requereix quatre parells de coure trenat de parell trenat de grau de veu, un cable de rendiment inferior en comparació amb el cable de categoria 5 utilitzat per 100BASE-TX. La distància màxima està limitada a 100 metres. Un parell està reservat per a la transmissió, un per a la recepció i els dos canvis de direcció restants. El fet que s'utilitzin 3 parells per transmetre en cada direcció fa que 100BASE-T4 sigui inherentment semidúplex.
S'utilitza un codi 8B6T molt inusual per convertir 8 bits de dades en 6 dígits de base 3 (la conformació del senyal és possible ja que hi ha gairebé tres vegades més números de base 3 de 6 dígits que nombres de base 2 de 8 dígits). Els dos símbols de base 3 de 3 dígits resultants s'envien en paral·lel en 3 parells mitjançant la modulació d'amplitud de pols de 3 nivells (PAM-3).
100BASE-T4 no es va adoptar àmpliament, però part de la tecnologia desenvolupada per a això s'utilitza a 1000BASE-T. Es van llançar molt pocs concentradors amb suport 100BASE-T4. Alguns exemples inclouen el 3com 3C250-T4 Superstack II HUB 100, IBM 8225 Fast Ethernet Stackable Hub i Intel LinkBuilder FMS 100 T4. El mateix s'aplica a les targetes controladores d'interfície de xarxa. La connexió de 100BASE-T4 amb 100BASE-TX requeria equips de xarxa addicionals.

### 100BaseVG
Proposat i comercialitzat per Hewlett Packard, 100BaseVG era un disseny alternatiu que utilitzava cablejat de categoria 3 i un concepte de testimoni en lloc de CSMA/CD. Estava previst per a l'estandardització com a IEEE 802.12, però ràpidament va desaparèixer quan es va canviar 100BASE-TX es va fer popular.

## Fibra òptica
| MMF FDDI62,5/125 μm(1987) | MMF OM162,5/125 μm(1989) | MMF OM250/125 μm(1998) | MMF OM350/125 μm(2003) | MMF OM450/125 μm(2008) | MMF OM550/125 μm(2016)                   | SMF OS19/125 μm(1998) | SMF OS29/125 μm(2000)   |
| ------------------------- | ------------------------ | ---------------------- | ---------------------- | ---------------------- | ---------------------------------------- | --------------------- | ----------------------- |
| 160 MHz·km@ 850 nm        | 200 MHz·km@ 850 nm       | 500 MHz·km@ 850 nm     | 1500 MHz·km@ 850 nm    | 3500 MHz·km@ 850 nm    | 3500 MHz·km@ 850 nm i1850 MHz·km@ 950 nm | 1 dB/km@ 1300/1550 nm | 0,4 dB/km@ 1300/1550 nm |

| Nom | Estàndard             | Estatus  | Mitjans                       | Connector              | Mòdul de Transceptors | Abast en m    | #Mitjans de comunicació(⇆) | #Lambdas(→) | #Carrils(→) | Notes |
| --- | --------------------- | -------- | ----------------------------- | ---------------------- | --------------------- | ------------- | -------------------------- | ----------- | ----------- | --- |
| Fast Ethernet - (Velocitat de dades: 100 Mbit/s - Codi de línia: 4B5B × NRZ-I - Velocitat de línia: 125 MBd - Full-Duplex / Half-Duplex) |                       |          |                               |                        |                       |               |                            |             |             | |
| 100BASE-FX | 802.3u-1995 (CL24/26) | actual   | fibra 1300 nm                 | ST SC MT-RJ MIC (FDDI) | —                     | IED: 2k (FDX) | 2                          | 1           | 1           | màxim 412 m per a connexions semi-dúplex per garantir la detecció de col·lisions;especificació derivada en gran manera de FDDI.Ample de banda modal: 800 MHz·km |
| 100BASE-FX | 802.3u-1995 (CL24/26) | actual   | fibra 1300 nm                 | ST SC MT-RJ MIC (FDDI) | —                     | OM1: 4k       | 2                          | 1           | 1           | màxim 412 m per a connexions semi-dúplex per garantir la detecció de col·lisions;especificació derivada en gran manera de FDDI.Ample de banda modal: 800 MHz·km |
| 100BASE-FX | 802.3u-1995 (CL24/26) | actual   | fibra 1300 nm                 | ST SC MT-RJ MIC (FDDI) | —                     | 50/125: 5k    | 2                          | 1           | 1           | màxim 412 m per a connexions semi-dúplex per garantir la detecció de col·lisions;especificació derivada en gran manera de FDDI.Ample de banda modal: 800 MHz·km |
| 100BASE-LFX | propietari (no IEEE)  | actual   | fibra 1310 nm                 | LC (SFP) ST SC         | SFP                   | OM1: 2k       | 2                          | 1           | 1           | transmissor làser FP específic del proveïdor Full-duplex Ample de banda modal: 800 MHz·km                                                                       |
| 100BASE-LFX | propietari (no IEEE)  | actual   | fibra 1310 nm                 | LC (SFP) ST SC         | SFP                   | OM2: 2k       | 2                          | 1           | 1           | transmissor làser FP específic del proveïdor Full-duplex Ample de banda modal: 800 MHz·km                                                                       |
| 100BASE-LFX | propietari (no IEEE)  | actual   | fibra 1310 nm                 | LC (SFP) ST SC         | SFP                   | 62.5/125: 4k  | 2                          | 1           | 1           | transmissor làser FP específic del proveïdor Full-duplex Ample de banda modal: 800 MHz·km                                                                       |
| 100BASE-LFX | propietari (no IEEE)  | actual   | fibra 1310 nm                 | LC (SFP) ST SC         | SFP                   | 50/125: 4k    | 2                          | 1           | 1           | transmissor làser FP específic del proveïdor Full-duplex Ample de banda modal: 800 MHz·km                                                                       |
| 100BASE-LFX | propietari (no IEEE)  | actual   | fibra 1310 nm                 | LC (SFP) ST SC         | SFP                   | Bou: 40k      | 2                          | 1           | 1           | transmissor làser FP específic del proveïdor Full-duplex Ample de banda modal: 800 MHz·km                                                                       |
| 100BASE-SX | TIA-785 (2000)        | llegat   | fibra 850 nm                  | ST SC LC               | —                     | OM1: 300      | 2                          | 1           | 1           | òptiques es poden compartir amb 10BASE-FL, permetent així disposar d'un esquema d'auto-negociació i utilitzar adaptadors de fibra 10/100.                       |
| 100BASE-SX | TIA-785 (2000)        | llegat   | fibra 850 nm                  | ST SC LC               | —                     | OM2: 300      | 2                          | 1           | 1           | òptiques es poden compartir amb 10BASE-FL, permetent així disposar d'un esquema d'auto-negociació i utilitzar adaptadors de fibra 10/100.                       |
| 100BASE-LX10 | 802.3ah-2004 (CL58)   | desfasat | fibra 1310 nm                 | LC                     | SFP                   | OSx: 10k      | 2                          | 1           | 1           | només dúplex complet |
| 100BASE-BX10 | 802.3ah-2004 (CL58)   | desfasat | fibra TX: 1310 nm RX: 1550 nm | LC                     | SFP                   | OSx: 40k      | 1                          | 1           | 1           | només dúplex complet;multiplexor òptic utilitzat per dividir senyals TX i RX en diferents longituds d'ona.                                                      |

### Ports Fast Ethernet SFP
La velocitat d'Ethernet ràpida no està disponible a tots els ports SFP, però és compatible amb alguns dispositius. No s'ha de suposar que un port SFP per a Gigabit Ethernet és compatible enrere amb Fast Ethernet.

### Interoperabilitat òptica
Per tenir interoperabilitat hi ha uns criteris que s'han de complir: 
- Codificació de línies
- Longitud d'ona [a]
- Mode dúplex
- Recompte de mitjans
- Tipus i dimensió dels mitjans

100BASE-X Ethernet no és compatible amb 10BASE-F i no és compatible amb 1000BASE-X.

### 100BASE-FX
100BASE-FX és una versió de Fast Ethernet sobre fibra òptica. La subcapa depenent del medi físic (PMD) 100BASE-FX està definida pel PMD de FDDI, manera que 100BASE-FX no és compatible amb 10BASE-FL, el 10 Versió Mbit/s sobre fibra òptica.
100BASE-FX encara s'utilitza per a instal·lacions existents de fibra multimode on no cal més velocitat, com les plantes d'automatització industrial.

### 100BASE-LFX
100BASE-LFX és un terme no estàndard per referir-se a la transmissió Fast Ethernet. És molt semblant al 100BASE-FX però aconsegueix distàncies més llargues fins a 4-5 km sobre un parell de fibres multimode mitjançant l'ús del transmissor làser Fabry-Pérot que funcionava el 1310 longitud d'ona nm. L'atenuació del senyal per km a 1300 nm és aproximadament la meitat de la pèrdua de 850 nm.

### 100BASE-EX
100BASE-EX és molt semblant al 100BASE-LX10 però aconsegueix distàncies més llargues fins a 40 km sobre un parell de fibres monomode a causa de l'òptica de més qualitat que un LX10, que funciona amb 1310 làser de longitud d'ona nm. 100BASE-EX no és un estàndard formal, sinó un terme acceptat per la indústria. De vegades s'anomena 100BASE-LH (llarga distància) i es confon fàcilment amb 100BASE-LX10 o 100BASE-ZX perquè l'ús de -LX(10), -LH, -EX i -ZX és ambigu entre els proveïdors.

### 100BASE-ZX
100BASE-ZX no és estàndard però multiproveïdor terme per referir-se a la transmissió Fast Ethernet utilitzant 1.550 nm de longitud d'ona per aconseguir distàncies d'almenys 70 km sobre fibra monomode. Alguns venedors especifiquen distàncies de fins a 160 km sobre fibra monomode, de vegades anomenada 100BASE-EZX. Va més enllà dels 80 km depenen molt de la pèrdua del camí de la fibra en ús, concretament de la xifra d'atenuació en dB per km, el nombre i la qualitat de connectors/taulers de connexió i empalmes situats entre els transceptors.